# Derolus ivorensis
Derolus ivorensis es una especie de escarabajo longicornio del género Derolus, tribu Cerambycini, subfamilia Cerambycinae. Fue descrita científicamente por Lepesme & Breuning en 1958.

## Descripción
Mide 20-30 milímetros de longitud.

## Distribución
Se distribuye por Costa de Marfil y Liberia.